# Copa Suruga Bank 2010
La Copa Suruga Bank 2010 fue la tercera edición de este torneo. Se disputó en un único partido en Japón entre el FC Tokyo (campeón de la Copa J. League 2009) y Liga de Quito (campeón de la Copa Sudamericana 2009). Se jugó el 4 de agosto de 2010 en Tokio, en el Estadio Nacional de Tokio.
Se coronó campeón el FC Tokyo, siendo por primera vez en el torneo que un club de Japón venció al de Sudamérica.

## Clubes clasificados
| País    | Equipo        | Vía de clasificación                 |
| ------- | ------------- | ------------------------------------ |
| Japón   | FC Tokyo      | Campeón de la Copa J. League 2009    |
| Ecuador | Liga de Quito | Campeón de la Copa Sudamericana 2009 |

## Sede
La final fue disputada en el Estadio Nacional Olímpico de Tokio.
| Japón               |          |
| Ciudad              | Estadio  |
| Tokio               | Nacional |
|                     |          |
| 57 363 espectadores |          |

## Partido
| 4 de agosto de 2010, 19:00 (UTC+9) | FC Tokyo                                           | 2:2 (1:1) (4:3 p.)         | Liga de Quito                              | Estadio Nacional, Tokio                                    |                                                            |
|                                    | Hirayama 34' · Ōguro 90+1'                         | Reporte                    | Barcos 29' · Urrutia 63' (pen.)            | Asistencia: 19 423 espectadores Árbitro(s): Stuart Attwell | Asistencia: 19 423 espectadores Árbitro(s): Stuart Attwell |
|                                    |                                                    | Tiros desde el punto penal |                                            |                                                            |                                                            |
|                                    | Ōguro · Matsushita · Shigematsu · Konno · Kajiyama |                            | Urrutia · de la Cruz · Lara · Luna · Calle |                                                            |                                                            |

### Ficha
| 20         | Guardameta     | Shūichi Gonda    |     |
| 33         | Defensa        | Kenta Mukuhara   | 81' |
| 17         | Defensa        | Kim Young-Gwon   |     |
| 6          | Defensa        | Yasuyuki Konno   |     |
| 14         | Defensa        | Hokuto Nakamura  |     |
| 3          | Centrocampista | Masato Morishige | 45' |
| 27         | Centrocampista | Sōtan Tanabe     | 64' |
| 19         | Centrocampista | Yōhei Ōtake      | 45' |
| 18         | Centrocampista | Naohiro Ishikawa | 77' |
| 16         | Delantero      | Ricardinho       | 57' |
| 13         | Delantero      | Sōta Hirayama    |     |
| Entrenador | Entrenador     | Hiroshi Jōfuku   |     |

| 22         | Guardameta     | Alexander Domínguez   |     |
| 13         | Defensa        | Néicer Reasco         | 81' |
| 2          | Defensa        | Norberto Araujo       |     |
| 6          | Defensa        | Jorge Guagua          |     |
| 21         | Defensa        | Gonzalo Chila         | 88' |
| 14         | Defensa        | Diego Calderón        |     |
| 4          | Centrocampista | Ulises de la Cruz     |     |
| 8          | Centrocampista | Patricio Urrutia      |     |
| 7          | Centrocampista | Miller Bolaños        | 45' |
| 19         | Delantero      | Juan Manuel Salgueiro | 71' |
| 16         | Delantero      | Hernán Barcos         | 85' |
| Entrenador | Entrenador     | Edgardo Bauza         |     |

| 10 | Centrocampista | Yōhei Kajiyama       | 45' |
| 22 | Centrocampista | Naotake Hanyū        | 45' |
| 39 | Delantero      | Masashi Ōguro        | 57' |
| 30 | Centrocampista | Seo Yong-Duk         | 64' |
| 24 | Delantero      | Kentarō Shigematsu   | 77' |
| 8  | Defensa        | Toshihiro Matsushita | 81' |

| 20 | Delantero      | Carlos Luna    | 45' |
| 15 | Centrocampista | William Araujo | 71' |
| 17 | Defensa        | Enrique Gámez  | 81' |
| 10 | Centrocampista | Christian Lara | 85' |
| 3  | Defensa        | Renán Calle    | 88' |

| Anotado | 34'   | Sōta Hirayama | 1-1 |
| Anotado | 90+1' | Masashi Ōguro | 2-2 |

| Anotado         | 29' | Hernán Barcos    | 0-1 |
| Anotado · Penal | 63' | Patricio Urrutia | 1-2 |

|                      |                          | 0:0 | Fallo de penal (Atajado)  | Patricio Urrutia  |
| Masashi Ōguro        | Acierto de penal         | 1:0 |                           |                   |
|                      |                          | 1:1 | Acierto de penal          | Ulises de la Cruz |
| Toshihiro Matsushita | Acierto de penal         | 2:1 |                           |                   |
|                      |                          | 2:2 | Acierto de penal          | Christian Lara    |
| Kentarō Shigematsu   | Fallo de penal (Atajado) | 2:2 |                           |                   |
|                      |                          | 2:2 | Fallo de penal (Desviado) | Carlos Luna       |
| Yasuyuki Konno       | Acierto de penal         | 3:2 |                           |                   |
|                      |                          | 3:3 | Acierto de penal          | Renán Calle       |
| Yōhei Kajiyama       | Acierto de penal         | 4:3 |                           |                   |

| Amonestado | 62' | Kenta Mukuhara |

| Amonestado | 40' | Jorge Guagua |
| Amonestado | 50' | Carlos Luna  |

| Árbitro             | Stuart Attwell     |
| Árbitros asistentes | Jeffrey Goh        |
| Árbitros asistentes | Haja Maidin        |
| Cuarto árbitro      | Hiroyoshi Takayama |

| 20         | Guardameta     | Shūichi Gonda    |     |
| 33         | Defensa        | Kenta Mukuhara   | 81' |
| 17         | Defensa        | Kim Young-Gwon   |     |
| 6          | Defensa        | Yasuyuki Konno   |     |
| 14         | Defensa        | Hokuto Nakamura  |     |
| 3          | Centrocampista | Masato Morishige | 45' |
| 27         | Centrocampista | Sōtan Tanabe     | 64' |
| 19         | Centrocampista | Yōhei Ōtake      | 45' |
| 18         | Centrocampista | Naohiro Ishikawa | 77' |
| 16         | Delantero      | Ricardinho       | 57' |
| 13         | Delantero      | Sōta Hirayama    |     |
| Entrenador | Entrenador     | Hiroshi Jōfuku   |     |

| 22         | Guardameta     | Alexander Domínguez   |     |
| 13         | Defensa        | Néicer Reasco         | 81' |
| 2          | Defensa        | Norberto Araujo       |     |
| 6          | Defensa        | Jorge Guagua          |     |
| 21         | Defensa        | Gonzalo Chila         | 88' |
| 14         | Defensa        | Diego Calderón        |     |
| 4          | Centrocampista | Ulises de la Cruz     |     |
| 8          | Centrocampista | Patricio Urrutia      |     |
| 7          | Centrocampista | Miller Bolaños        | 45' |
| 19         | Delantero      | Juan Manuel Salgueiro | 71' |
| 16         | Delantero      | Hernán Barcos         | 85' |
| Entrenador | Entrenador     | Edgardo Bauza         |     |

| 10 | Centrocampista | Yōhei Kajiyama       | 45' |
| 22 | Centrocampista | Naotake Hanyū        | 45' |
| 39 | Delantero      | Masashi Ōguro        | 57' |
| 30 | Centrocampista | Seo Yong-Duk         | 64' |
| 24 | Delantero      | Kentarō Shigematsu   | 77' |
| 8  | Defensa        | Toshihiro Matsushita | 81' |

| 20 | Delantero      | Carlos Luna    | 45' |
| 15 | Centrocampista | William Araujo | 71' |
| 17 | Defensa        | Enrique Gámez  | 81' |
| 10 | Centrocampista | Christian Lara | 85' |
| 3  | Defensa        | Renán Calle    | 88' |

| Anotado | 34'   | Sōta Hirayama | 1-1 |
| Anotado | 90+1' | Masashi Ōguro | 2-2 |

| Anotado         | 29' | Hernán Barcos    | 0-1 |
| Anotado · Penal | 63' | Patricio Urrutia | 1-2 |

|                      |                          | 0:0 | Fallo de penal (Atajado)  | Patricio Urrutia  |
| Masashi Ōguro        | Acierto de penal         | 1:0 |                           |                   |
|                      |                          | 1:1 | Acierto de penal          | Ulises de la Cruz |
| Toshihiro Matsushita | Acierto de penal         | 2:1 |                           |                   |
|                      |                          | 2:2 | Acierto de penal          | Christian Lara    |
| Kentarō Shigematsu   | Fallo de penal (Atajado) | 2:2 |                           |                   |
|                      |                          | 2:2 | Fallo de penal (Desviado) | Carlos Luna       |
| Yasuyuki Konno       | Acierto de penal         | 3:2 |                           |                   |
|                      |                          | 3:3 | Acierto de penal          | Renán Calle       |
| Yōhei Kajiyama       | Acierto de penal         | 4:3 |                           |                   |

| Amonestado | 62' | Kenta Mukuhara |

| Amonestado | 40' | Jorge Guagua |
| Amonestado | 50' | Carlos Luna  |

| Árbitro             | Stuart Attwell     |
| Árbitros asistentes | Jeffrey Goh        |
| Árbitros asistentes | Haja Maidin        |
| Cuarto árbitro      | Hiroyoshi Takayama |

| Estadísticas       | FC Tokyo | Liga de Quito |
| ------------------ | -------- | ------------- |
| Tiros              | 17       | 14            |
| Tiros al arco      | 5        | 9             |
| Faltas             | 16       | 17            |
| Tiros de esquina   | 6        | 1             |
| Penales            | 0        | 1             |
| Fueras de juego    | 2        | 2             |
| Posesión del balón | 57%      | 43%           |

|                              |
| Bandera de Japón             |
| Campeón FC Tokyo 1.er título |